# Mariä Heimsuchung (Berg im Gau)

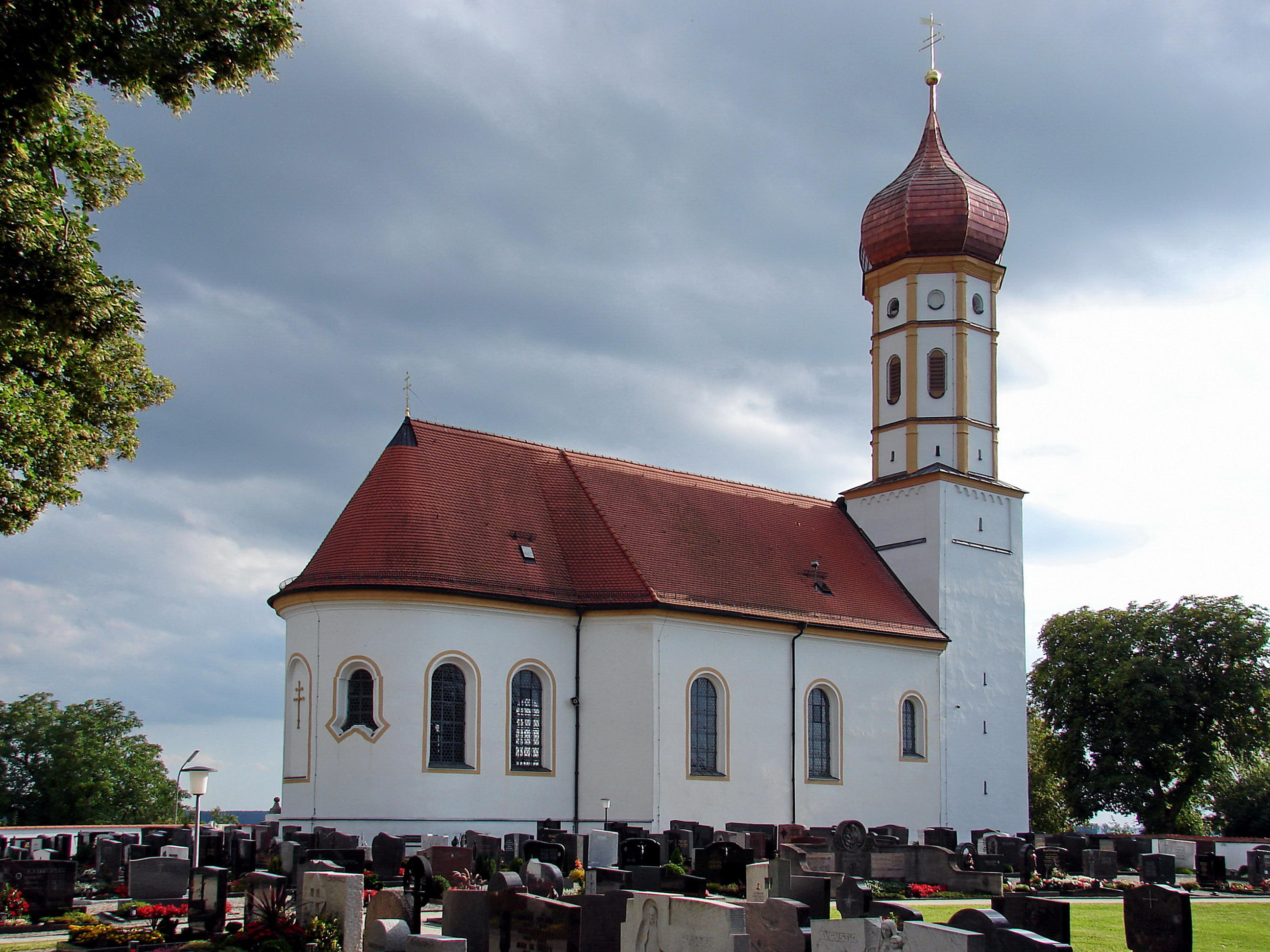
Mariä Heimsuchung in Berg im Gau, Nordseite mit Friedhof (2011)

Die römisch-katholische Pfarrkirche Mariä Heimsuchung steht in Berg im Gau, einer Gemeinde im oberbayerischen Landkreis Neuburg-Schrobenhausen. Das Bauwerk ist in der Liste der Baudenkmäler in Berg im Gau als Baudenkmal unter der Nr. D-1-85-116-1 eingetragen. Die Kirche gehört zum Dekanat Neuburg-Schrobenhausen im Bistum Augsburg.

## Beschreibung
Die barocke Saalkirche wurde 1766 bis 1768 unter Einbeziehung der im Grundriss quadratischen unteren Turmgeschosse des romanischen Vorgängerbaus errichtet. Sie besteht aus einem Langhaus, einem eingezogenen, halbrund geschlossenen Chor im Osten, einer Sakristei an der Südwand des Chors und dem aus der Längsachse nach Norden verschobenen Kirchturm. Die oktogonalen Obergeschosse des mit einer Zwiebelhaube bedeckten Turms sind durch Pilaster an den Ecken gegliedert. Im Glockenstuhl hängen vier Kirchenglocken.
Der Innenraum des Langhauses ist mit einem Stichkappengewölbe überspannt, ebenso der des Chors. Auf dem Altarretabel des Hochaltars ist Maria dargestellt. Der Stuck und die Deckenmalereien wurden erst 1967 hinzugefügt. Die Kreuzwegbilder stammen von dem Augsburger Maler Emil Esche.